# ليو بويفن
ليو بويفن هو لاعب هوكي جليد كندي، ولد في 2 أغسطس 1932 في بريسكوت ‏ في كندا.

## وصلات خارجية
- ليو بويفن على موقع دوري الهوكي الوطني (الإنجليزية)
- ليو بويفن على موقع EliteProspects.com (الإنجليزية)
- ليو بويفن على موقع HockeyDB.com (الإنجليزية)
- ليو بويفن على موقع Hockey-Reference.com (الإنجليزية)